# Gobtikéré
Gobtikéré (ou Gobbigere, Gobdigere, Gobdiguere) est un village du Cameroun situé dans le département de la Bénoué et la région du Nord, à proximité de la frontière avec le Tchad. Il fait partie de la commune de Bibemi.

## Population
Lors du recensement de 2005, la localité comptait 1 180 habitants.